# 大牧広
大牧 広（おおまき ひろし 1931年4月12日 - 2019年4月20日）は、日本の俳人。

## 人物
東京府荏原区（現品川区）出身。弦巻学園高等学校卒。1965年、「馬酔木」「鶴」に入会。1971年、「沖」に入会し能村登四郎、林翔に師事。1974年、沖新人賞、83年、沖賞受賞。1989年、「港」を創刊・主宰。2009年、第64回現代俳句協会賞受賞。2015年、『正眼』で第30回詩歌文学館賞受賞。2016年、第15回山本健吉賞受賞。2019年、『朝の森』で第53回蛇笏賞受賞。市井人の哀愁をたたえつつ俳諧味のあふれる作風。門人に櫂未知子、仲寒蝉がいる。
2019年4月20日、膵臓癌のため死去。88歳没。蛇笏賞の授賞式の前に死去したため、授賞式では仲寒蝉が代理出席した。

## 著書

### 句集
- 第一句集『父寂び』(沖俳句叢書 牧羊社 1982　俳句四季文庫. 第一句集シリーズ 東京四季出版, 2010
- 第二句集『某日』 (現代俳句選集 牧羊社, 1989
- 第三句集『午後』
- 第四句集『昭和一桁』北溟社, 2001
- 第五句集『風の突堤』
- 第六句集『冬の駅』(平成の100人叢書 本阿弥書店 2009
- 第七句集『大森海岸』角川書店 2012
- 第八句集『正眼』歳華シリーズ 東京四季出版, 2014
- 『大牧広集』 (自註現代俳句シリーズ) 俳人協会, 1992
- 『大牧広句集』 (現代俳句文庫) ふらんす堂 1999
- 『自解150句選』
- 『季題別大牧広句集』ふらんす堂, 2013
- 第九句集『地平』角川文化振興財団 2016
- 『大牧広』 (シリーズ自句自解 ふらんす堂, 2017
- 第十句集『朝の森』ふらんす堂, 2018
- 『大牧広全句集』（仲寒蝉、小泉瀬衣子編）ふらんす堂，2022

### 随筆・評論
- 『能村登四郎の世界』邑書林, 1995
- 『海』 (俳句創作百科) 飯塚書店 1996
- 『港』 (秀句三五〇選) 編著. 蝸牛社, 1998
- 『いのちうれしき ようこそ、高齢者のための俳句へ』文學の森 2006
- 『俳句・その地平 その地平の夕映は美しい』文學の森, 2016
- 『俳句の味方』東京四季出版 2018